# Arthur Golden
Arthur Golden (Chattanooga, 1956. december 6. –) amerikai író, a nagy sikerű Egy gésa emlékiratai című regény írója.

## Élete
Az Ochs-Sulzberger család tagjaként Arthur Golden Lookout Mountainban (Georgia) nőtt fel, az általános iskolát Tennesseeben végezte, a középiskolai és főiskolai éveit Chattanoogában töltötte, 1974-ben végzett. A Harvard Egyetemen művészettörténetből diplomázott a japán művészetre szakosodva. 1980-ban japán történelemből diplomázott a Columbia Egyetemen és megtanulta a mandarin nyelvet. Miután eltöltött egy nyarat a Pekingi Egyetemen Kínában, Tokióban dolgozott. Később visszatért az Egyesült Államokba és angolból lediplomázott a Bostoni Egyetemen. Jelenleg Brookline-ban (Massachusetts) él. Egy lánya és egy fia született.

## Irodalmi munkássága
A regényt nagyjából tíz éven át írta Golden, ezalatt háromszor teljesen újraírta az egészet megváltoztatva a regény nézőpontját, míg végül Sayuri szemszögéből mesélve született meg a végleges változat. Számos gésával, köztük Ivaszaki Minekóval készített interjúkat a könyv anyagához.
2001-ben a japán megjelenés után Goldent szerződésszegés és becsületsértés miatt beperelte Ivaszaki. Ennek oka, hogy bár Golden ígéretet tett, hogy Ivaszaki névtelenségben marad, mégis könyve köszönetnyilvánítás fejezetében, illetve több interjújában is megemlítette nevét. Végül 2003-ban Golden kiadója bíróságon kívül megegyezett Minekoval egy nem felfedett pénzösszeg fejében.
Golden regényéből 2005-ben azonos címmel film készült, Zhang Ziyi és Ken Watanabe főszereplésével. Rob Marshall rendező és Steven Spielberg producer készítette a filmet, mely három Oscar-, két BAFTA- és egy Golden Globe-díj mellett számos további jelölést és díjat tudhatott magáénak.

## Magyarul
- Egy gésa emlékiratai; ford. Nagy Imre; Trivium, Bp., 1999